# Billy Whelan
William Augustine Whelan (Dublin, 1935. április 1. – München, 1958. február 6.) vagy Billy Whelan, sokszor Liam Whelan ír válogatott labdarúgó, a Manchester United csatára 1953 és 1958 között. Egyike annak a nyolc játékosnak akik a müncheni légikatasztrófában vesztették életüket.

## Sikerei, díjai
Manchester United
- Angol bajnok (2): 1955–56, 1956–57